# Berbere

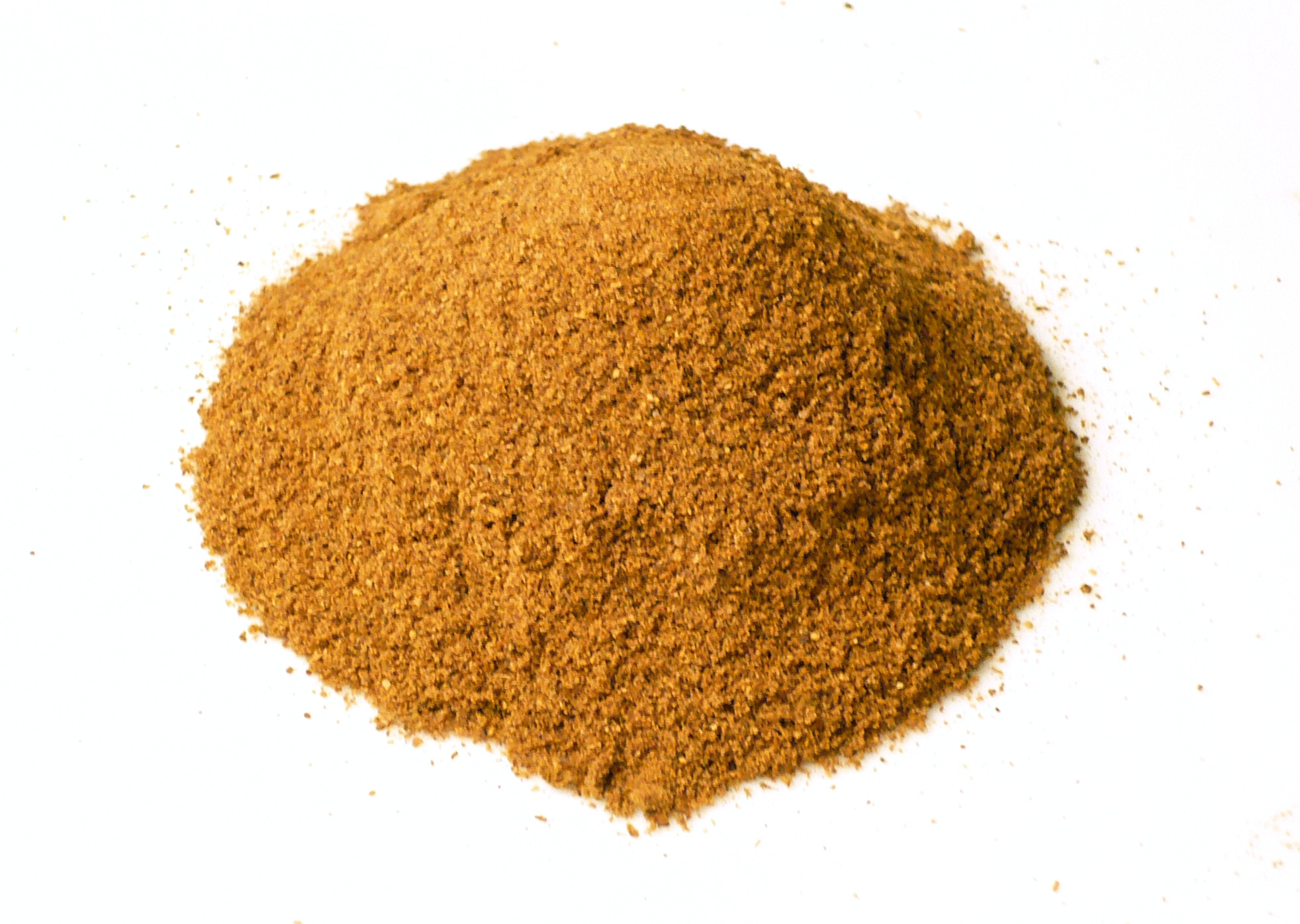
Berbere

Berbere är en stark och smakrik kryddblandning som är en viktig ingrediens i de etiopiska och eritreanska köken och används i soppor och grytor. Berbere innehåller ingefära, kryddpeppar, kardemumma, korianderfrö, bockhornsklöver, muskot, kryddnejlika, ajovan, spiskummin, paprika, chili, peppar och salt.
Berbere kallas ibland för bakoblandning.